# Theraphosinae
Os terafosinos (Theraphosinae) formam uma subfamília de aranhas migalomorfas americanas da  família Theraphosidae.

## Gêneros
A subfamília Theraphosinae inclui os seguintes gêneros:
- Acanthoscurria
- Aenigmarachne
- Aphonopelma
- Bonnetina
- Brachypelma
- Chromatopelma
- Citharacanthus
- Clavopelma
- Crassicrus
- Cyclosternum
- Cyriocosmus
- Cyrtopholis
- Euathlus
- Eupalaestrus
- Grammostola
- Hapalopus
- Hapalotremus
- Hemirrhagus
- Homoeomma
- Lasiodora
- Lasiodorides
- Magulla
- Maraca
- Megaphobema
- Melloleitaoina
- Metriopelma
- Neostenotarsus
- Nesipelma
- Nhandu
- Ozopactus
- Pamphobeteus
- Paraphysa
- Phormictopus
- Plesiopelma
- Proshapalopus
- Pseudhapalopus
- Reversopelma
- Schismatothele
- Schizopelma
- Sericopelma
- Sphaerobothria
- Stichoplastoris
- Theraphosa
- Thrixopelma
- Tmesiphantes
- Vitalius
- Xenesthis